# Kraljevi samostan Brou
Kraljevi samostan Brou je verski kompleks v Bourg-en-Bresse v departmaju Ain v osrednji Franciji. Sestavljen je iz samostanskih stavb in cerkve, zgradila pa ga je v začetku 16. stoletja Margareta Avstrijska, hči svetega rimskega cesarja Maksimilijana I. in guverner habsburške Nizozemske. Kompleks je bil zasnovan kot dinastično grobišče v tradiciji burgundske opatije Champmol in Cîteaux ter francoskega Saint-Denisa. Cerkev je v francoščini znana kot Église Saint-Nicolas-de-Tolentin de Brou.
Cerkev je bila zgrajena med letoma 1506 in 1532 v flamboyant, ekstravagantnem gotskem slogu z nekaj klasicizirajočimi renesančnimi elementi. Visoka streha je prekrita z barvnimi, glaziranimi ploščicami. Margareta, njen drugi mož Filibert II., vojvoda Savojski, in njegova mati Margareta Burbonska so vsi pokopani v grobnicah Conrada Meita znotraj cerkve, ki so se izognile uničenju, ki ga je utrpela večina kraljevih grobnic v Franciji.
Samostan je last mesta Bourg-in-Bresse, ki je leta 1922 v stavbah namestilo občinsko umetniško zbirko. Muzej v pritličju predstavlja verske kipe iz 13. do 17. stoletja, v zgornjem nadstropju pa zbirko slik iz 16. do 20. stoletja.
Cerkev in samostan sta od leta 1862 uvrščena med zgodovinske spomenike. Stavbe so v oskrbi francoske države, upravlja pa jih Centre des monuments nationaux.

## Stavbe

### Samostan
Samostan in njegov križni hodnik sta bila zgrajena do leta 1512. Margareta je to delo zaupala lokalnim gradbenim mojstrom. Samostanska stavba obsega tri dvonadstropne križne hodnike (cloîtres): majhen, znan tudi kot prvi ali gostujoči križni hodnik (petit / premier cloître / cloitre des hotes), je najstarejši, z neposrednim dostopom do opatijske cerkve v obeh nadstropjih. Apartma, namenjen Margareti, je v zgornjem nadstropju zahodnega krila. Zakristija in prva kapiteljska dvorana sta ob pritličju. Veliki križni hodnik (grand cloître) vsebuje nekdanje meniške celice v zgornjem nadstropju; druga kapiteljska dvorana je ob pritličju. V križnem hodniku servisnih stavb (cloître de la menagerie / des cuisines) je nekdanja kuhinja v južnem krilu. V njegovem središču stoji pokrit vodnjak.
- Majhen križni hodnik, dvonadstropni, poleg opatijske cerkve
- Veliki križni hodnik v zgornjem nadstropju, okna meniških celic
- Tretji križni hodnik, Cloitre des Cuisines
- Refektorij, kipi 13.–17. stoletje

### Pročelje in streha cerkve
Leta 1512 je Margareta gradbišče zaupala bruseljskemu gradbenemu mojstru Lodewijku van Boghemu. Za cerkev, zgrajeno med letoma 1513 in 1532, je izbral razkošni gotski slog z renesančnimi elementi, kar je bilo v skladu s slogovnimi trendi tistega časa. Tudi tristopenjska glavna fasada cerkve je bogato okrašena s skulpturami. V obokanem delu glavnega portala so skulpture ustanoviteljice Margarete in njenega moža Filiberta Lepega združene ob Kristusu, upodobljenem kot Ecce Homo, na osrednjem stebru pa je skulptura cerkvenega svetnika Nikolaja Tolentinskega. V podbojih sta vidna svetnika Peter in Pavel. Nad portalom je samostoječa skulptura svetega Andreja, zavetnika Burgundije, s križem svetega Andreja. Uporaba tudorskega loka je značilna za poznogotski arhitekturni slog.
Od leta 1999 je streha ponovno prekrita v burgundski tradiciji z glaziranimi ploščicami različnih barv v velikih geometrijskih ornamentih.
- Cerkev samostana Brou s severozahoda, stanje 2019
- Severna stran opatijske cerkve
- Zahodna fasada
- Renesančni timpanon glavnega portala
- Ostseite

### Notranjost cerkve, grobnice
Kor triladijske cerkve je od glavne ladje ločen z veličastno, nežno izdelano korno pregrado. Na njej so figure šestih svetnikov, vključno s figuro zavetnika cerkve, Nikolaja Tolentinskega. Korna pregrada je služila kot prostorska ločitev med duhovščino in laiki, njen raven, dostopen zgornji konec pa je služil tudi kot povezava z vojvodinjinimi sobami v zahodnem krilu prvega križnega hodnika.
Na obeh straneh vhoda v kor so bogato izrezljane hrastove korne klopi umetnika Pierra Berchona, ki na levi prikazujejo prizore iz Nove zaveze, na desni pa Stare zaveze (ustvarjene med letoma 1530 in 1532).
Naslednje glavne znamenitosti so: grobnice Margarete Burbonske, Margarete Avstrijske in Filiberta Lepega, ustvarjene med letoma 1526 in 1531. Vse jih je naročila Margareta Avstrijska in so izdelane iz belega cararskega marmorja in alabastra st. Lothain.
Grobnica Margarete Bourbonske (1438–1483), matere Filiberta Lepega, je najpreprostejša. Postavljena je v nišo na južni stranski steni. Margareta Starejša je oblečena v dvorno obleko. Ob njenih nogah leži hrt. Štirje putti z grbi obkrožajo ležečo figuro. Kipi puttijev, ki prav tako držijo grbe, in žalujočih v nišah s poznogotskim krogovičjem krasijo videz grobnice. Kiparski detajli ležeče figure in puttov kažejo na vpliv renesanse.
- Gotska nosilna struktura, nosilci ladje
- Rebrasti obok križišča
- Ladja s korno pregrado
- Korna pregrada
- Kor
- Korne klopi

### Meitova nagrobna skupina
Kariera je Conrada Meita vodila iz rojstnega kraja v Wormsu ob Renu, na dvor v Wittenbergu in končno v Cranachovo delavnico v Mechelenu. Tam je bil zabeležen kot dvorni kipar za nadvojvodinjo Margareto Avstrijsko, regentko Nizozemske od leta 1512 do 1530. Zanjo je Meits dokončal svoje najbolj znane mojstrovine, skupino monumentalnih kraljevih grobnic za Margareto, njenega moža Filiberta II., vojvodo Savojskega, in njegovo mater Margareto Burbonsko, ki so nastale od leta 1526 naprej. Te so v takrat novozgrajenem kraljevem samostanu Brou, danes v Franciji, takrat pa v provinci Bresse, ki je del vojvodstva Savojskega.
Filibert je umrl leta 1504 v starosti 24 let, zato Meitove podobe temeljijo na drugih portretih. Njegov veličasten nagrobni spomenik je postavljen na sredino opatijskega kora, ženski grobnici pa sta postavljeni ob steno na obeh straneh. Tri poravnane figure so obrnjene druga proti drugi, kot da bi se sporazumevale. Čeprav je Margaretin grob največji, je čeprav ob strani. Filibertov grob je sestavljen iz dveh nivojev in dveh podob, ena nad drugo. Zgornji del, iz dragega uvoženega belega kararskega marmorja, predstavlja vojvodo v svečani obleki, obkroženega z angeli v italijanskem slogu (putti). Pod njim deset majhnih ženskih figur, sibil, kaže proti podobi. Na severu grobnica Margarete Bourbonske je sestavljena iz ene same podobe, postavljene v enfeu in ležeče na kosu črnega marmorja, s pleuranti (žalujočimi) spodaj, kar je tradicionalna burgundska značilnost. Princesa je oblečena v hermelinov plašč, njene noge pa počivajo na hrtu, simbolu zvestobe. Za podobo putto|putti]] nosijo etušone z začetnicami Margarete in njenega moža.
Grobnica Margarete Avstrijske ima zgornjo podobo iz marmorja in spodnjo iz alabastra. V zgornjem je prikazana kot starejša ženska v državniški obleki, ki nosi nadvojvodski klobuk, podoben kroni. Spodaj je prikazana v mladosti, v ohlapnem oblačilu z dolgimi spuščenimi lasmi in nekoliko idealizirana. Spodnji figuri poročenega para spreminjata običajno ikonografijo "tranzicije" ali grobnice trupel, kjer je spodnja figura prikazana kot razpadajoči ostanki, in se povezuje s širšo temo vstajenja v opatijski umetnosti. Pod njunima formalnima podobama je par prikazan v svojem najbolj popolnem stanju, kot bi bil ob vstajenju mrtvih.

### Okna
Svetlo obarvana okna so nastala v delavnici v Lyonu med letoma 1525 in 1531. Eno okno v levi stranski kapeli in okno levo od kora prikazujeta verske prizore z Jezusom, Marijo in Marijo Magdaleno. Pod vsakim oknom je v prizoru v pobožni pozi vključen vojvodski par. Druga okna v koru prikazujejo grbe ozemelj, ki jim je vladal vojvodski par.

## Muzej
Od leta 1922 so v prostorih nekdanjega samostana muzej z umetniškimi deli od 12. do 21. stoletja. Na ogled so slike flamskih in francoskih umetnikov od 16. do 19. stoletja. Med njimi sta dva zgodovinsko zanimiva portreta Nizozemca Barenta van Orloya, ki prikazujeta 15-letnega Karla V. in Margareto Avstrijsko, ter slika zelo velikega formata Gustava Doréja, eno njegovih najpomembnejših del. Poleg tega muzej redno gosti razstave del sodobnih slikarjev, kiparjev in instalacijskih umetnikov, vključno z deli znanih umetnikov, kot sta Richard Serra in Ulrich Rückriem.